# Mohammad Ameri
Mohammad Ameri – miejscowość w południowym Iranie, w ostanie Buszehr. W 2006 roku miejscowość liczyła 2040 mieszkańców w 454 rodzinach.